# A Spanish Wooing
Pour plus de détails, voir Fiche technique et Distribution.
A Spanish Wooing est un film muet américain réalisé par Frank Montgomery et sorti en 1911.

## Fiche technique
- Réalisation : Frank Montgomery
- Scénario :
- Photographie :
- Montage :
- Producteur : William Selig
- Société de production : Selig Polyscope Company
- Société de distribution : Selig Polyscope Company
- Pays d'origine :  États-Unis
- Langue : film muet avec les intertitres en anglais
- Métrage : 300 mètres
- Format : Noir et blanc — 35 mm — 1,33:1 — Muet
- Genre : Film dramatique
- Durée :  10 minutes
- Dates de sortie : 
  -  États-Unis : 17 novembre 1911

## Distribution
- Sydney Ayres
- Frank Richardson
- Frank Clark
- Mona Darkfeather
- Jane Keckley
- Count Alberti
- Camille Astor
- George Hernandez